# Escudo chilien
Pour les articles homonymes, voir Escudo et CLE.
L'escudo chilien ((es) escudo chileno) est l'ancienne unité monétaire du Chili de 1960 à 1975. Il était divisé en 100 centésimos.

## Histoire monétaire
Le premier peso chilien connaît une forte dévaluation à la fin des années 1950. La loi du 6 avril 1959 décrète le remplacement du peso par l'escudo, au taux de 1 000 pour 1. Le symbole de cette nouvelle devise est E°. 
Son code ISO 4217 était CLE. 
La période inflationniste reprend au début des années 1970. Les monnaies divisionnaires en centésimos disparaissent et les sommes sont arrondies. Les montants des billets augmentent.
Le gouvernement de Jorge Alessandri décide le 4 août 1975 de le remplacer par un nouveau peso chilien, au taux de 1 000 escudos pour 1.

## Émissions monétaires

### Pièces de monnaie
En 1960, des pièces en aluminium d'un centésimo et des pièces en bronze-aluminium de 2, 5 et 10 contésimos sont introduites. En 1962, la pièce d'un demi-centésimo en aluminium est produite. En 1971, une nouvelle frappe est lancée, avec les pièces de 10, 20 et 50 centésimos en bronze-aluminium, et de 1 et 5 escudos en maillechort. À l'origine, une pièce de 2 escudos type alpaga était prévue, mais sa mise en circulation fut annulée par ordre de la Banque centrale du Chili et seulement 106 exemplaires furent frappés. En 1974, des pièces de 5 et 10 escudos en aluminium sont produites. Enfin, entre 1974 et 1975, sortent les pièces de 50 et 100 escudos en nickel-laiton.

### Billets de banque
En 1960, les anciennes coupures exprimées en pesos sont contremarquées en escudos. Les dénominations étaient de ½, 1, 5, 10 et 50 centésimos, 1, 5, 10 et 50 escudos. De nouveaux types de billets sont fabriqués à partir de 1962, pour des valeurs de ½, 1, 5, 10 et 50 escudos. En 1967, un billet de 100 escudos, et un nouveau billet de 10 escudos plus petit, sont introduits. En 1971, sort le billet de 500 escudos, sur lequel figure un mineur et une vue de Chuquicamata, en hommage à la nationalisation des mines de cuivre. En juin 1973, est émis en urgence le billet de 1 000 escudos, puis en novembre suivant, juste après le coup d'État, suit un billet de 5 000. Enfin, en 1974, est fabriqué un billet de 10 000 escudos.